# Сусанна Мілдонян
Сусанна Мілдонян (Susanna Mildonian; 2 липня 1940 Венеція — жовтень 2022) — бельгійська арфістка і музичний педагог.
Народилася в сім'ї італійських вірмен. Навчалася у Венеціанській консерваторії у Маргеріти Чіконьярі, потім у Паризькій консерваторії у П'єра Жаме. 1959 року стала переможницею першого розіграшу першого в історії окремого міжнародного конкурсу арфістів — Міжнародного конкурсу арфістів в Ізраїлі; потім виграла також Міжнародний конкурс виконавців у Женеві (1964) і паризький Міжнародний конкурс арфістов імені Марселя Турньє (1971). Надалі влаштувалася в Бельгії, де протягом півтора десятиліття поряд з сольною кар'єрою грала в оркестрі.
Записала концерти для арфи з оркестром Альберто Хінастери і Ейтора Вілла-Лобоса, концерти для двох арф з оркестром Франсуа-Жозефа Госсека і Жана Франсе (разом з Катрін Мішель), концерт для скрипки та арфи з оркестром Луї Шпора (з Руджеро Річчі), його ж сонати для флейти та арфи (з Максансом Ларьє) та ін. Переклала для арфи клавірну сонату ре мінор Матео Альбеніса.
Протягом багатьох років вона викладала в Брюссельській консерваторії, а також в Академії Кіджі.